# Huachipairi
L'huachipaeri (ou huachipaire, wacipaire, mashco, ce dernier terme étant péjoratif) est une langue amérindienne d'Amérique du Sud, parlée au Pérou dans la région de Cuzco et en amont du río Madre de Dios et du río Keros dans la région de Madre de Dios.

## Locuteurs
L'huachipaeri est une langue en danger. Il ne compte que 301 locuteurs en 2000, les peuples l'utilisant se tournant maintenant vers l'espagnol, mais il est encore parlé par les enfants de quelques communautés en 2012.